# سیارک ۵۹۸۸
سیارک ۵۹۸۸ (به انگلیسی: 5988 Gorodnitskij، نامگذاری:1976GN2) پنج هزار و نهصد و هشتاد و هشتمین سیارک کشف شده‌است که در ۱ آوریل ۱۹۷۶ کشف شد.
قدر مطلق سیارک برابر ۱۲٫۹۰ است.